# تلکامسل
تلکامسل (انگلیسی: Telkomsel) شرکت مخابرات اندونزیایی است، که در سال ۱۹۹۵ تأسیس شد.